# 1964 (에뮬레이터)
1964는 마이크로소프트 윈도우를 위해 C로 작성된 공개 닌텐도 64 에뮬레이터이다. 이 에뮬레이터는 가장 오래되고 인기있는 N64에뮬레이터 중 하나이며, 지금까지 발표된 많은 상업용 N64게임을 지원한다. 이 이름은 닌텐도 64가 발표된 해인 1996년에서 따온 "19"와 닌텐도 64의 "64"를 조합한 것이다.
라이스 비디오 비디오 플러그인을 사용할 경우, 1964는 고해상도 텍스처를 로드해 닌텐도64 게임의 텍스처로 사용할 수 있다.

## 역사
1964는 1999년 경부터 알려지기 시작했으나,
현재도 입수할 수 있는 가장 오래된 판본은 2001년 11월 23일(금)에 발표된 0.7.0 버전이다.
그리고 넷플레이는 0.9.9버전부터 지원되기 시작했다.
1964는 현재 동적 재컴파일 기술 같은 기능을 사용하는 유일한 윈도용 N64 에뮬레이터이다. 1964는 Zilmar가 작성한 N64 플러그인 규격에 맞추어 작성된 플러그인들을 지원한다.
1964의 인기가 가장 높았던 시점은 1964 0.9.9 버전이 출시된 2004년 초 무렵이었다.

## 시스템 요구사항
이 에뮬레이터를 위한 최소 권장 하드웨어는 다음과 같다.
- AMD Athlon XP 2200 이상 또는 인텔 펜티엄 4 2.0GHz이상
- 램 512MB 이상
- 윈도우 2000, XP, Vista

007 골든아이나 퍼펙트 다크 같은 자원을 많이 사용하는 게임을 에뮬레이션할 경우에는, 더 강력한 CPU가 필요할 수 있다. 1964의 옛 버전들은 윈도우 95, 98, ME 운영체제에서 돌아간다고 알려져 있다.

## 넷플레이
1964년 네트워크 플레이 기능을 지원하는 닌텐도64 에뮬레이터 중 하나이다. 넷플레이를 구현한 다른 많은 에뮬레이터들처럼,1964는 현재는 동작하지 않는 Kaillera 네트워킹 라이브러리를 사용한다.

## 같이 보기
- 비디오 게임 콘솔 에뮬레이터